# Erik Vendt
Erik Vendt (Newton (Massachusetts), 9 januari 1981) is een voormalig Amerikaanse zwemmer. Hij vertegenwoordigde zijn vaderland op de Olympische Zomerspelen 2000 in Sydney, de Olympische Zomerspelen 2004 in Athene en de Olympische Zomerspelen 2008 in Peking.

## Carrière
Bij zijn internationale debuut, op de Pan Pacific kampioenschappen zwemmen 1999 in Sydney eindigde Vendt als vijfde op de 400 meter wisselslag. 
Tijdens de Olympische Zomerspelen van 2000 in Sydney veroverde de Amerikaan de zilveren medaille op de 400 meter wisselslag en eindigde hij als zesde op de 1500 meter vrije slag. 
Op de wereldkampioenschappen zwemmen 2001 in Fukuoka sleepte Vendt de zilveren medaille in de wacht op de 400 meter wisselslag. 
In Moskou nam de Amerikaan deel aan de Wereldkampioenschappen kortebaanzwemmen 2002, op dit toernooi eindigde hij als vierde op de 1500 meter vrije slag en als zesde op de 400 meter wisselslag. Op de 4x200 meter vrije slag legde hij samen met Chad Carvin, Scott Tucker en Klete Keller beslag op de bronzen medaille. Op de 4x100 meter vrije slag zwom hij samen met Aaron Peirsol, Scott Tucker en Jason Lezak in de series, in de finale veroverden Tucker en Lezak samen met Peter Marshall en Klete Keller de wereldtitel. Voor zijn inspanningen in de series werd Vendt beloond met een gouden medaille. Tijdens de Pan Pacific kampioenschappen zwemmen 2002 in Yokohama veroverde de Amerikaan de zilveren medaille op zowel de 1500 meter vrije slag als de 400 meter wisselslag, op de 400 meter vrije slag eindigde hij als vijfde. 
Op de Wereldkampioenschappen zwemmen 2003 in Barcelona sleepte Vendt de bronzen medaille in de wacht op de 1500 meter vrije slag. 
Tijdens de Olympische Zomerspelen van 2004 in Athene veroverde de Amerikaan de zilveren medaille op de 400 meter wisselslag, op de 1500 meter vrije slag strandde hij in de series.

### Comeback
Vendt stopte na de Olympische Spelen van Athene met zwemmen, maar besloot in het voorjaar van 2006 om weer terug te keren naar het zwembad. Hij ging trainen onder Bob Bowman, de coach van Michael Phelps, bij Club Wolverine. Hij maakte zijn rentree op het internationale podium tijdens de Pan Pacific kampioenschappen zwemmen 2006 in Victoria, Canada, op dit toernooi veroverde hij de zilveren medaille op de 1500 meter vrije slag en eindigde hij als negende op de 400 meter wisselslag. 
Op de Wereldkampioenschappen zwemmen 2007 in Melbourne eindigde de Amerikaan als achtste op de 1500 meter vrije slag en werd hij uitgeschakeld in de series van de 800 meter vrije slag. 
Tijdens de Amerikaanse Olympische Trials in Omaha (Nebraska) plaatste Vendt zich voor de Spelen op de 4x200 meter vrije slag estafette. In Peking zwom hij samen met David Walters, Ricky Berens en Klete Keller in de series, in de finale veroverde Berens samen met Michael Phelps, Ryan Lochte en Peter Vanderkaay de gouden medaille. Voor zijn inspanningen in de series ontving Vendt de gouden medaille.
Na de Spelen in Peking kondigde hij voor de tweede keer in zijn carrière z'n afscheid aan de topsport aan. Hij ging aan de slag in de financiële sector.

## Internationale toernooien
| Jaar | Olympische Spelen                                 | WK langebaan                           | WK kortebaan                                                                                                  | Pan Pacifics                                            |
| ---- | ------------------------------------------------- | -------------------------------------- | --- | ------------------------------------------------------- |
| 1999 |                                                   |                                        | geen deelname                                                                                                 | 5e 400m wisselslag                                      |
| 2000 | 6e 1500m vrije slag · 400m wisselslag             |                                        | geen deelname                                                                                                 |                                                         |
| 2001 |                                                   | 400m wisselslag                        | |                                                         |
| 2002 |                                                   |                                        | 4e 1500m vrije slag · 6e 400m wisselslag · 4x100m vrije slag · Vendt zwom enkel de series · 4x200m vrije slag | 1500m vrije slag · 5e 400m vrije slag · 400m wisselslag |
| 2003 |                                                   | 1500m vrije slag                       | |                                                         |
| 2004 | 16e 1500m vrije slag · 400m wisselslag            |                                        | geen deelname                                                                                                 |                                                         |
| 2005 |                                                   | geen deelname                          | |                                                         |
| 2006 |                                                   |                                        | geen deelname                                                                                                 | 1500m vrije slag · 9e 400m wisselslag                   |
| 2007 |                                                   | 9e 800m vrije slag 9e 1500m vrije slag | |                                                         |
| 2008 | 4x200m vrije slag · Vendt zwom enkel in de series |                                        | geen deelname                                                                                                 |                                                         |

## Persoonlijke records

### Kortebaan
| Afstand          | Tijd     | Datum         | Plaats      |
| ---------------- | -------- | ------------- | ----------- |
| 400m vrije slag  | 03.42,81 | 23 maart 2000 | Minneapolis |
| 800m vrije slag  | 07.44,22 | 23 maart 2000 | Minneapolis |
| 1500m vrije slag | 14.31,02 | 23 maart 2000 | Minneapolis |
| 400m wisselslag  | 04.08,22 | 23 maart 2000 | Minneapolis |

### Langebaan
| Afstand          | Tijd     | Datum            | Plaats          |
| ---------------- | -------- | ---------------- | --------------- |
| 200m vrije slag  | 01.46,94 | 30 juni 2008     | Omaha           |
| 400m vrije slag  | 03.43,92 | 29 juni 2008     | Omaha           |
| 800m vrije slag  | 07.48,91 | 18 februari 2008 | Columbia        |
| 1500m vrije slag | 14.46,78 | 18 mei 2008      | Santa Clara     |
| 400m wisselslag  | 04.11,27 | 12 augustus 2002 | Fort Lauderdale |